# Курочка Анатолій Якович
Анатолій Якович Ку́рочка (нар. 7 січня 1938, Жолоби — пом. 23 березня 1985, Харків) — український радянський поет.

## Біографія
Народився 7 січня 1938 року у селі Жолобах (тепер Охтирський район Сумської області, Україна). Сліпий з дитинства. 1963 року закінчив Харківський університет. Викладав українську мову і літературу в Харківській школі-інтернаті для сліпих.
Помер в Харкові 23 березня 1985 року.

## Творчість
Автор збірок:
- «Промінь» (1961);
- «Тривожна пам'ять» (1967);
- «Чуєш, батьку…» (1980).